# William Daman
William Daman (auch: William Damon; Guillaume Daman; * 1540/41 vermutlich in Lüttich; † 26. März 1591 in London) war ein frankoflämischer Musiker, Flötist, Organist und Komponist.

## Leben
Über Jugend und Ausbildung ist nichts bekannt. Möglicherweise auf eine Einladung des Ersten Earl of Dorset, Thomas Sackville, zog es ihn 1562 nach London. Dort trat er in die Dienste der Königin Elisabeth I. und verbrachte den Rest seines Lebens in England.
Er schuf vornehmlich Vokalwerke, darunter Lieder und Motetten, aber auch einige Instrumentalwerke, so zwei Fantasien für drei bzw. sechs Sopraninstrumente.